# В диапазоне между отчаянием и надеждой
«В диапазоне между отчаянием и надеждой» — восьмой студийный концептуальный альбом российской панк-группы «Порнофильмы», выпущенный лейблом «Союз Мьюзик» 28 сентября 2017 года. Альбом был записан в течение полугода в 2017 году.
Группа запустила краундфандинговый проект, приуроченный к выходу альбома, сборы от которого потратила на благотворительность.

## Создание альбома
Группа начала работу над альбомом в феврале 2017 года, изначально запись велась в гараже, потом его обесточило из-за обрубленного кабеля на местном стадионе. Далее группа продолжила запись в подвале и потрачено было всего 14 тысяч рублей. Припев первой песни «Россия для грустных» звучит так: «Правильно думай, правильно чувствуй: сердцем в могиле, душой в тюрьме! Это Россия! Россия — для грустных! Ни выбора, ни перемен!», а заканчивается альбом словами «Здесь переменами станем мы!».
В новых песнях мы снова постарались отразить дух времени. Смутное — для одних, светлое — для других. Кто-то отчаялся, кто-то не теряет надежды. В чёрный или белый эпоху окрашивают люди. Поэтому наш новый альбом будет, прежде всего, о людях. О жизни любого простого человека, неизбежно протекающей в диапазоне между отчаянием и надеждой. Именно так мы и назвали наш новый альбом — «В диапазоне между отчаянием и надеждой». Мы не записываем новые пластинки просто для галочки в дискографии — всегда ради чего-то большего. Наши песни помогают людям жить. Мы узнали об этом из многочисленных писем. В них — истории реальных людей. Эти истории по-настоящему вдохновляют. Значит, все, что мы делали — уже было не зря!
По словам вокалиста Владимира Котлярова, лирический герой альбома «проходит фазу отчаяния и отчуждения, после чего он все больше смотрит не по сторонам, а внутрь себя… И вот человек находит любовь. У кого-то это любовь к конкретному человеку, у кого-то любовь в глобальном смысле. Она и становится стимулом жить дальше и даже менять мир вокруг себя».
Это простые песни о жизни. Конечно, мы и раньше о ней пели: война, религия, школы, где детей не учат, а приучают к повиновению, правительство, крадущее у своего государства будущее, – все это вам знакомо. Только на этот раз мы нарисовали не общий портрет страны – её лицо от этого приветливей не стало бы. Новый альбом мы посвятили не стране, но людям. Людям, от которых эта страна давно отвернулась. Таких людей очень много: кто-то борется с произволом чиновников, кто-то – с тяжёлой болезнью. В рамках этого проекта мы не можем помочь сразу всем, но можем на конкретном примере показать, как можно помогать друг другу, и что для этого нужно делать.
В середине 2017 года группа запустила краудфандинговый проект на сайте Planeta.ru, где объявила о записи нового альбома, но сразу было сказано, что все собранные деньги пойдут не на запись, а в благотворительный фонд «Фонд борьбы с лейкемией», из запрошенных 550 000 рублей, группа собрала 909 101 рубль. Изначально, по словам вокалиста, в альбом планировалось включить 17 песен, первые восемь треков — это песни отчаяния, далее песня «В диапазоне» (изначальное название которой было такое же, как у альбома) меняла вектор развития песен в лучшую сторону, и шли восемь треков надежды. В итоге три песни в альбом не попали, по причине того что «…они могут не всем нравиться», название одной из песен было «Ритуалы». После, по словам вокалиста, «в альбом не вошло 5 записанных песен, по концептуальным соображениям». Фото, использованное в оформлении обложки альбома, было сделано фотографом Галиной Моисеевой в родном городе музыкантов — Дубне.
Презентация альбома состоялась 8 октября 2017 года в Санкт-Петербурге в клубе «Космонавт». А в Москве в клубе ГлавClub концерт собрал аншлаг.
В интервью YouTube каналу «Дима Горди» вокалист Владимир Котляров рассказал, что на создание песни «Я так соскучился» повлияло то, что в период её написания он сильно увлёкся творчеством Высоцкого, но так же по тональности она схожа с песней Юрия Иосифовича Визбора «Милая Моя», что является заведомой отсылкой.

## Синглы
Первым синглом с альбома стала пятая песня «Я так боюсь». Песня добралась до 8 места в «Чартовой дюжине» на Нашем радио.
16 октября 2018 года «Порнофильмы» презентовали изначально вырезанную песню с альбома «Ритуалы» на передаче «Вечерний Ургант». 26 апреля 2019 года на официальном YouTube канале группы был выпущен клип на песню. Идея клипа принадлежит Владимиру Котлярову, он же является сорежиссёром клипа вместе с Давидом Бинтсене. Роли в клипе исполнили актёры Ваня Абраменко, Мария Антонова и Кирилл Петров.

## Отзывы
Большинство рецензентов высоко оценивают качество текстов песен. Борис Барабанов, журналист Коммерсант.ру включил альбом в список важных релизов месяца и пишет: «Читать тексты „Порнофильмов“ глазами — то ещё удовольствие».
Автор рецензии с сайта MusicScore хвалит смысловую нагрузку песен, указывая на то, что тексты это «самый главный козырь панк-рок групп», так же отмечает: «В некоторых песнях вокал звучит очень искренне, до мурашек, заставляет сердце биться чаще».
Рецензент с сайта InterMedia Алексей Мажаев хвалит название альбома: «…заголовок альбома „В диапазоне между отчаянием и надеждой“ — в их случае не просто красивое название, а реально передающий краткое содержание диска слоган». Также ему понравился посыл песни «Система»: «…направлена на то, чтобы винтики правоохранительной системы поглядели на себя со стороны и усовестились». К минусам относит скудность мелодических и аранжировочных средств.
Денис Ступников с сайта KM.ru отмечает, что для бюджета альбома всего в 14 тысяч, он «звучит рельефно и притягательно». Автор рецензии обращает внимание слушателей на «музыкальную палитру» альбома, указывая на то, что помимо панк-рока, в нём присутствуют и такие жанры как хардкор и oi.

## Список песен
| №                   | Название                 | Длительность |
| ------------------- | ------------------------ | ------------ |
| 1.                  | «Россия для грустных»    | 2:59         |
| 2.                  | «Для пацанов и девчонок» | 4:01         |
| 3.                  | «Русский Христос»        | 4:36         |
| 4.                  | «Система»                | 3:47         |
| 5.                  | «Я так боюсь»            | 4:19         |
| 6.                  | «Надежда»                | 4:43         |
| 7.                  | «Песни громче бомб»      | 3:30         |
| 8.                  | «В диапазоне»            | 5:31         |
| 9.                  | «Никто не вспомнит»      | 6:00         |
| 10.                 | «Выйди из комнаты»       | 4:19         |
| 11.                 | «Только ты»              | 4:03         |
| 12.                 | «Давай притворимся»      | 3:30         |
| 13.                 | «Я так соскучился»       | 6:48         |
| 14.                 | «Перемены»               | 3:54         |
| Общая длительность: | Общая длительность:      | 59:39        |

## Участники записи
- Владимир Котляров — вокал
- Вячеслав Селезнёв — гитара
- Александр Русаков — гитара
- Кирилл Муравьёв — барабаны
- Александр Агафонов — бас
- Алексей Кузнецов — сведение[9]